# Лисьевка
Ли́сьевка (до 1948 года Алгазы́-Кипча́к; укр. Лисьївка, крымскотат. Alğazı Qıpçaq, Алгъазы Къыпчакъ) — исчезнувшее село в Джанкойском районе Республики Крым, располагавшееся на северо-западе района, в степной части Крыма, примерно в 3,5 км к востоку от современного села Целинное.

### Динамика численности населения
| - 1805 год — 177 чел. - 1864 год — 18 чел. - 1889 год — 83 чел. - 1892 год — 0 чел. | - 1900 год — 149 чел. - 1915 год — —/138 чел. - 1926 год — 152 чел. |

## История

### Алгазы
Первое документальное упоминание села встречается в Камеральном Описании Крыма… 1784 года, судя по которому, в последний период Крымского ханства Дып Алгазы входил в Сакал кадылык Перекопского каймаканства. После присоединения Крыма к России (8) 19 апреля 1783 года, (8) 19 февраля 1784 года, именным указом Екатерины II сенату, на территории бывшего Крымского Ханства была образована Таврическая область и деревня была приписана к Перекопскому уезду. После Павловских реформ, с 1796 по 1802 год, входила в Перекопский уезд Новороссийской губернии. По новому административному делению, после создания 8 (20) октября 1802 года Таврической губернии, Алгазы был включён в состав Джанайской волости Перекопского уезда.
По Ведомости о всех селениях в Перекопском уезде состоящих с показанием в которой волости сколько числом дворов и душ… от 21 октября 1805 года, в деревне Какай Алгазы числилось 20 дворов и 120 крымских татар. На военно-топографической карте 1817 года деревня Алгазы обозначена с 24 дворами. Затем, видимо, вследствие эмиграции крымских татар в Турцию, деревня опустела и на картах 1836 и 1842 года обозначены развалины Алгазы.
Селение Алгазы встречается, как развалины, на карте издания 1865 года, а на карте, с корректурой 1876 года его уже нет. Позже, до 1890 годов, в доступных источниках поселение не встречается.
После земской реформы 1890 года деревню отнесли к Богемской волости, к тому же времени, видимо, произошло объединение соседних селений Алгазы и Кипчак в Алгазы-Кипчак.
В «…Памятной книжке Таврической губернии на 1892 год» в сведениях о Богемской волости никаких данных о деревне, кроме названия, не приведено.
По «…Памятной книжке Таврической губернии на 1900 год» в Алгазы-Кипчаке числилось 149 жителей в 6 дворах, а на хуторе Айгозы-Кипчак — 6 жителей в 1 дворе. По Статистическому справочнику Таврической губернии. Ч.II-я. Статистический очерк, выпуск пятый Перекопский уезд, 1915 год, в деревне Алгазы-Кипчак (наследников Аджимеровых) Богемской волости Перекопского уезда числился 31 двор (8 дворов с землёй, 23 — безземельные) с русским населением в количестве 128 человек «посторонних» жителей, из которых 70 мужчин и 58 женщин. Жители владели 920 десятинами удобной земли. В хозяйствах имелось 91 лошадь, 16 волов, 50 коров и 70 голов мелкого скота.
После установления в Крыму Советской власти, по постановлению Крымревкома от 8 января 1921 года № 206 «Об изменении административных границ» была упразднена волостная система и в составе Джанкойского уезда был создан Джанкойский район. В 1922 году уезды преобразовали в округа. 11 октября 1923 года, согласно постановлению ВЦИК, в административное деление Крымской АССР были внесены изменения, в результате которых округа были ликвидированы, основной административной единицей стал Джанкойский район и село включили в его состав. Согласно Списку населённых пунктов Крымской АССР по Всесоюзной переписи 17 декабря 1926 года, в селе Алгазы-Кипчак (русский), в составе упразднённого к 1940 году Тереклынского сельсовета Джанкойского района, числилось 16 дворов, все крестьянские, население составляло 67 человек, из них 61 русский и 6 украинцев. Также в совете записаны 2 одноимённых хутора: просто Алгазы-Кипчак с 5 дворами и 14 жителями, все русские и Алгазы-Кипчак (бывший Ермака) — 16 дворов, 71 житель (38 русских, 30 украинцев, 3 записаны в графе «прочие»). На километровой карте Генштаба Красной армии 1941 года, в которой за картооснову, в основном, были взяты топографические карты Крыма масштаба 1:84000 1920 года и 1:21000 1912 года, на месте села обозначены 2 хутора — Ермака и Борщёва, на базе которых было создано отделение совхоза Кирк-Ишунь. На подробной карте РККА северного Крыма 1941 года селение отмечено, как бригада совхоза Кирк-Ишунь-Алгазы с 6 дворами.
В 1944 году, после освобождения Крыма от фашистов, 12 августа 1944 года было принято постановление № ГОКО-6372с «О переселении колхозников в районы Крыма» и в сентябре 1944 года в район приехали первые новоселы (27 семей) из Каменец-Подольской и Киевской областей, а в начале 1950-х годов последовала вторая волна переселенцев из различных областей Украины. С 25 июня 1946 года Алгазы в составе Крымской области РСФСР. Указом Президиума Верховного Совета РСФСР от 18 мая 1948 года, безымянный населённый пункт совхоза Кирк-Ишунь Алгазы переименовали в Лисьевку. 26 апреля 1954 года Крымская область была передана из состава РСФСР в состав УССР. Время включения в Целинный сельсовет пока не установлено: на 15 июня 1960 года посёлок Лисьевка уже числился в его составе. Ликвидирован к 1968 году (согласно справочнику «Крымская область. Административно-территориальное деление на 1 января 1968 года» — в период с 1954 по 1968 годы).

### Кипчак
Первое документальное упоминание села встречается в Камеральном Описании Крыма… 1784 года, судя по которому, в последний период Крымского ханства Кыпчак входил в Сакал кадылык Перекопского каймаканства.
После присоединения Крыма к России (8) 19 апреля 1783 года, (8) 19 февраля 1784 года, именным указом Екатерины II сенату, на территории бывшего Крымского Ханства была образована Таврическая область и деревня была приписана к Перекопскому уезду. После Павловских реформ, с 1796 по 1802 год, входила в Перекопский уезд Новороссийской губернии. По новому административному делению, после создания 8 (20) октября 1802 года Таврической губернии, Кипчак был включён в состав Джанайской волости Перекопского уезда.
По Ведомости о всех селениях в Перекопском уезде состоящих с показанием в которой волости сколько числом дворов и душ… от 21 октября 1805 года, в деревне Кипчак числилось 10 дворов, 50 крымских татар и 7 цыган. На военно-топографической карте 1817 года деревня Кипшак обозначена с 10 дворами. На карте 1842 года Кипчак обозначен условным знаком «малая деревня», то есть, менее 5 дворов.
В 1860-х годах, после земской реформы Александра II, деревню включили в состав Бурлак-Таминской волости. В «Списке населённых мест Таврической губернии по сведениям 1864 года», составленном по результатам VIII ревизии 1864 года, Кипчак — владельческая деревня, с 2 дворами, 18 жителями и мечетью при колодцах. По обследованиям профессора А. Н. Козловского начала 1860-х годов, в селении «… нет колодцев, а только копани с глубиною 7—8 саженей» (14—16 м), вода в которых бывала не постоянно (копань — выкопанная на месте с близким залеганием грунтовых вод яма). На трехверстовой карте Шуберта 1865—1876 года в деревне Кипчак обозначены 8 дворов. Согласно «Памятной книжке Таврической губернии за 1867 год», деревня стояла покинутая, ввиду эмиграции крымских татар, особенно массовой после Крымской войны 1853—1856 годов, в Турцию. В «Памятной книге Таврической губернии 1889 года», по результатам Х ревизии 1887 года, в деревне, уже Ишуньской волости, числилось 19 дворов и 83 жителя. В начале 1890-х, видимо, произошло объединение соседних селений Алгазы и Кипчак в Алгазы-Кипчак и в дальнейшем в доступных источниках селение фигурирует под общим названием.